# Мішель Форд
Мішель Форд  (англ. Michelle Ford, 15 липня 1962) — австралійська плавчиня, олімпійська чемпіонка.

## Виступи на Олімпіадах
| Олімпіада     | Дисципліна                            | Місце     |
| ------------- | ------------------------------------- | --------- |
| Монреаль 1976 | плавання на 200 метрів вільним стилем | 4 h6 r1/2 |
| Монреаль 1976 | плавання на 200 метрів, батерфляй     | 3 h5 r1/2 |
| Москва 1980   | плавання на 400 метрів вільним стилем | 4         |
| Москва 1980   | плавання на 800 метрів вільним стилем | 1         |
| Москва 1980   | плавання на 200 метрів, батерфляй     | 3         |